# Primula integrifolia
Primula integrifolia es una especie perteneciente a la familia de las primuláceas. 

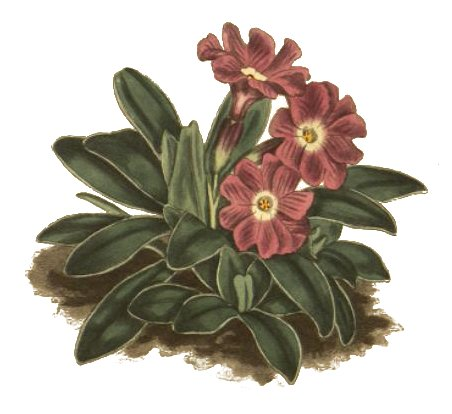
Ilustración

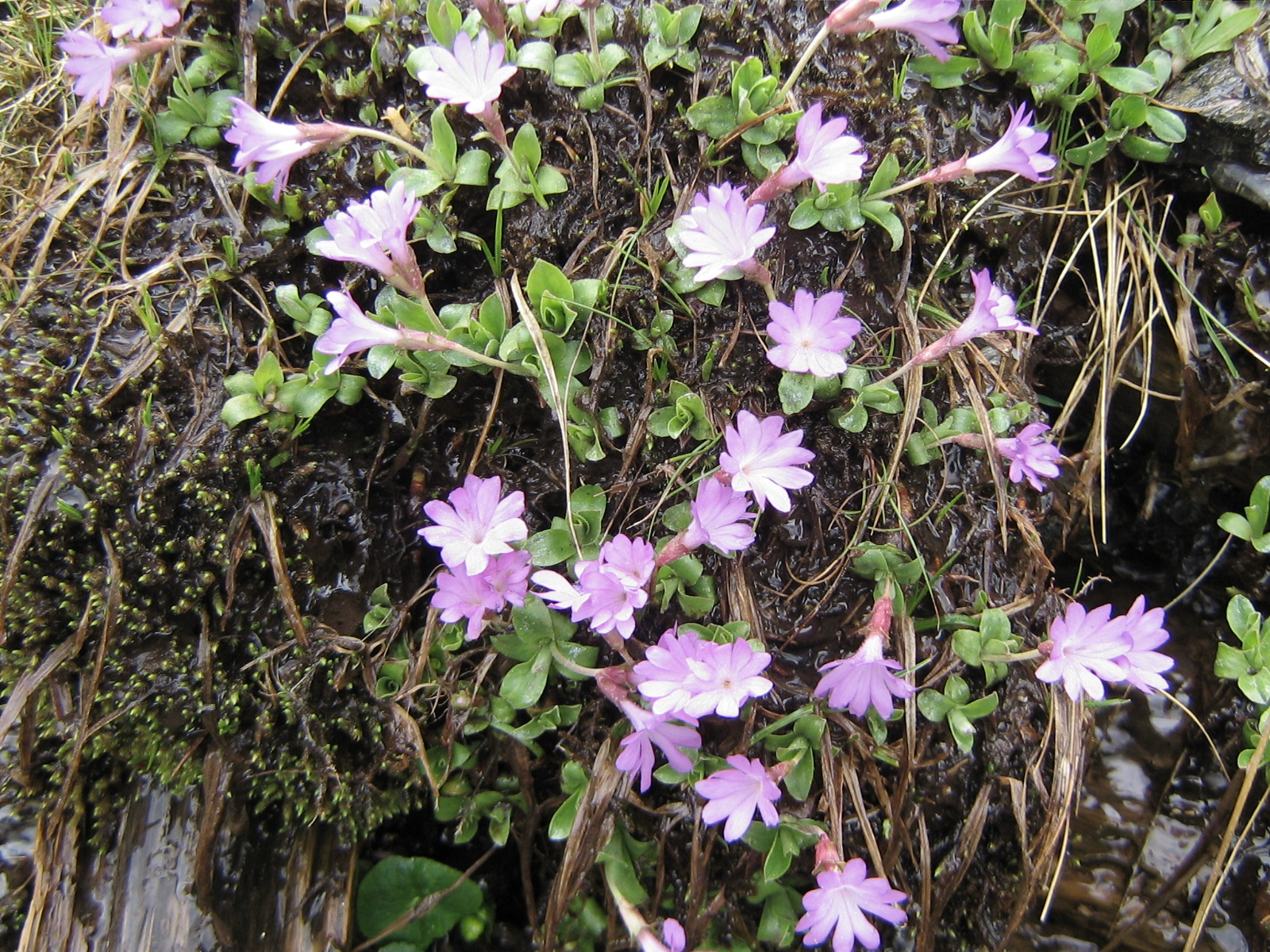
Vista de la planta en su hábitat

## Descripción
Es una planta perenne, escaposa, no farinosa. Con rizoma alargado en las plantas más viejas, normalmente reptante. Las hojas de 0,8-3,5(6) X 0,4-1,4 cm, de longitud (2)3-8 veces su anchura, que es máxima en el tercio central, atenuadas en la base, de ovadas a lanceoladas, con ápice de redondeado a agudo, enteras, ciliadas; pelos más largos del margen 0,2-1 mm, patentes, glandulíferos, con pedículos pluricelulares y célula terminal glandular, pequeña, pálida; pecíolo 0,3-2,4 cm. Escapos 0,3-3,5 cm en la antesis, de hasta 8 cm en la fructificación; brácteas más largas 4-10 mm, de estrechamente triangulares a lanceoladas, en general no escariosas. Inflorescencia con 1-2(3) flores. Flores con pedicelos más cortos que las brácteas, a veces de más de 3 mm, de hasta 5,5 mm en la fructificación. Cáliz 6-10,5 mm, de hasta 15 mm en la fructificación; dientes de longitud 1/4- 1/2 de la del cáliz. Corola con tubo y lóbulos de color lila rojizo, garganta con largos pelos glandulíferos. Fruto 5-6 mm, ovado, oculto en el cáliz. El número de cromosomas es de 2n = 66*.

## Distribución y hábitat
Se encuentra en los pastos, substratos pedregosos silíceos o calizos descalcificados, húmedos, encharcados o innivados, ± sombríos; a una altitud de 1100-3080 m, en los Alpes centrales, Pirineos y Cordillera Cantábrica.

## Taxonomía
Primula integrifolia fue descrita por Carolus Linnaeus y publicado en Species Plantarum 144. 1753.
Etimología
Primula: nombre genérico que proviene del latín primus o primulus = "primero", y refiriéndose a su temprana floración. En la época medieval, la margarita fue llamada primula veris o "primogénita de primavera".
integrifolia: epíteto latino que significa "con las hojas enteras".
Sinonimia
- Aretia integrifolia Link
- Auricula integrifolia Spach
- Auricula-ursi integrifolia (L.) Soják	[5]